# Ganiki Planitia
La Ganiki Planitia è una formazione geologica della superficie di Venere.